# Artūrs Plēsnieks
Artūrs Plēsnieks (Dobele, 21 gennaio 1992) è un sollevatore lettone.

## Palmarès
- Giochi olimpici

Tokyo 2020: bronzo nei 109 kg.
- Mondiali

Houston 2015: bronzo nei 105 kg.
Anaheim 2017: argento nei 105 kg.
- Europei

Tirana 2013: bronzo nei 105 kg.
Førde 2016: oro nei 105 kg.